# Flaviemys purvisi
Genre
Espèce
Synonymes
- Elseya purvisi Wells & Wellington, 1985
- Wollumbinia purvisi (Wells & Wellington, 1985)
- Myuchelys purvisi (Wells & Wellington, 1985)

Statut de conservation UICN

 DD  : Données insuffisantes
Flaviemys purvisi, unique représentant du genre Flaviemys, est une espèce de tortue de la famille des Chelidae.

## Répartition
Cette espèce est endémique de Nouvelle-Galles du Sud en Australie. Elle se rencontre dans le bassin de la Manning River.

## Étymologie
Le nom du genre Flaviemys vient du latin flavus, jaune, et de emys, la tortue, en référence au motif jaune présent sur le plastron des espèces de ce genre. L'espèce est nommée en l'honneur de Malcolm Purvis.

## Publications originales
- Le, Reid, McCord, Naro-Maciel, Raxworthy, Amato & Georges, 2013 : Resolving the phylogenetic history of the short-necked turtles, genera Elseya and Myuchelys (Testudines: Chelidae) from Australia and New Guinea. Molecular Phylogenetics and Evolution, vol. 68, no 2, p. 251-258.
- Wells & Wellington, 1985 : A classification of the Amphibia and Reptilia of Australia. Australian Journal of Herpetology, Supplemental Series, vol. 1, p. 1-61 (texte intégral).